# 斉藤満喜子
斉藤 満喜子（さいとう まきこ、本名：日比 満喜子、1970年9月19日 - ）は、1980年代から1990年代にかけて活動した日本の元アイドル。女性アイドルグループ『おニャン子クラブ』及び派生ユニット『うしろ髪ひかれ隊』の元メンバーで、会員番号は42番。

## 来歴・人物
広島県出身。広島市立美鈴が丘中学校→進徳女子高等学校→堀越高等学校卒業。堀越のクラスメートには沖本姉妹、酒井法子、林千春（パンプキン）、西村知美、渡辺美奈代などが居た。広島にいた頃には、地元のラジオ番組『サテライトNo.1』（RCCラジオ）にアシスタントとして出演していた。因みに、同僚に松村邦洋がいた。
高校在学中の1986年8月10日、「ミスセブンティーン・コンテスト with おニャン子クラブ」で準グランプリを獲得し、9月29日におニャン子クラブの会員番号42番としてデビュー。1987年4月からは同じくおニャン子クラブで活動していた工藤静香、生稲晃子とともに、「うしろゆびさされ組」の後継ユニットとして結成された「うしろ髪ひかれ隊」で活動した。太い眉毛が印象的で、「マッキー」の呼び名でファンから親しまれていた。ただし、1995年頃には細眉にした姿も見せている。
1987年9月20日のおニャン子クラブ解散後も、うしろ髪ひかれ隊での活動を継続。同ユニットの活動停止後には、タレントとして『なるほど!ザ・ワールド』（フジテレビ）などに出演。1988年7月21日にはシングル『やりたい放題』でソロデビューし、オリコンチャート28位を記録。同曲は、作曲を担当した後藤次利が「斉藤が狂うようにして踊る姿を見たい」という一心で制作されたものだという。
1990年にもセカンドシングルを発売するが、ヒットには恵まれなかった。セカンドシングルについては、発売時に斉藤がレギュラー出演していた静岡第一テレビの番組『JanJanサタデー』の縁もあり、同曲ビデオクリップの制作も静岡県内で行われ、静岡第一テレビの子会社である静岡第一ビデオ（当時。後の静岡第一テレビエンタープライズ）が制作を担当し静岡市内や清水市内（当時。後の静岡市駿河区や清水区など）で撮影された。また、同曲のプロデューサーとして元BaBeの近藤智子が参加していた。
後に芸能界を引退。夫は、スジャータのブランドで知られる名古屋製酪の代表取締役社長・日比治雄。
芸能界引退後はお台場移転前のフジテレビの日特番の｢復活夕やけニャンニャン｣以外のおニャン子クラブの再結成イベントにも一切参加していない。
2021年8月、かつて『芹澤信雄のゴルフ熱中塾2』（テレビ東京）で共演した縁で、CS放送のゴルフネットワーク内の番組『TEAM SERIZAWA』に日比満喜子としてゲスト出演し、結婚以降はメディアに全く出ていなかったことについて「専業主婦に徹してた？」と問われ、「徹しました！」と回答した。
2024年12月、おニャン子クラブ、うしろ髪ひかれ隊のメンバーであった工藤静香のInstagramにおいて、工藤のディナーショーでのツーショット写真が紹介され、親交が続いていたことが報告されている。また、西村知美が参加した御園座での舞台公演を観覧に訪れていたことも報告されている。

## 出演

### テレビ番組
- 夕やけニャンニャン（フジテレビ）
- なるほど!ザ・ワールド（フジテレビ） - リポーターとして不定期出演。
- クイズところ変れば!?（テレビ東京） - 不定期出演。
- ウッチャンナンチャン（日本テレビ）
- JanJanサタデー（1989年10月 - 1993年3月、静岡第一テレビ） - MCとしてレギュラー出演。
- DAISUKI!（日本テレビ） - 不定期出演。
- 小枝王国（朝日放送）
- 芹澤信雄のゴルフ熱中塾２（1994年 - 、テレビ東京）

### テレビドラマ
- 光GENJI青春ドラマ あぶない少年II（1988年、テレビ東京） - 斉藤満喜子（本人） 役
- すてきな片想い（1990年、フジテレビ） - サユリ 役
- 世にも奇妙な物語（フジテレビ） 
  - 「偶然やろ？」（1991年）
  - 「ハッピーバースデー・ツー・マイホーム」（1991年）
- 君を想うより君に逢いたい（1995年、関西テレビ） - 田沼美都子 役

### ラジオ番組
- サテライトNo.1（1986年、RCCラジオ） - おニャン子合格前に出演。
- 関根勤のTOKYOベストヒット（1987年7月 - 1988年3月、ニッポン放送） - うしろ髪ひかれ隊のメンバーとして出演。
- ラジオガルーダばりばりマッシュルーム（1988年10月 - 1989年4月、ニッポン放送） - 火曜パートナー
- はいぱぁナイト（1989年4月 - 9月、KBSラジオ）

## ディスコグラフィ

### ソロシングル
- やりたい放題 c/w NO!NO!NO!（1988年7月21日、ポニーキャニオン）
- 鏡の中のBaby Face c/w ラスト・グッバイ（1990年7月11日、ポニーキャニオン）

### おニャン子クラブのメインボーカル曲
- ポップコーン畑でつかまえて
- ワンサイド・ゲーム
- 風の物語
- 赤道探検隊

### うしろ髪ひかれ隊時代のソロ曲
- 歴史的に乙女は...
- 予感のスコール

### ベストアルバム
- 斉藤満喜子 SINGLESコンプリート（DVD付）（2007年8月17日、ポニーキャニオン） - ビデオクリップ「鏡の中のBaby-Face」を収録。
- Myこれ!Lite うしろ髪ひかれ隊（2010年4月21日、ポニーキャニオン） - 斉藤の「やりたい放題」「鏡の中のBaby-Face」も収録されている。